# Gustav Born (Mediziner, 1851)

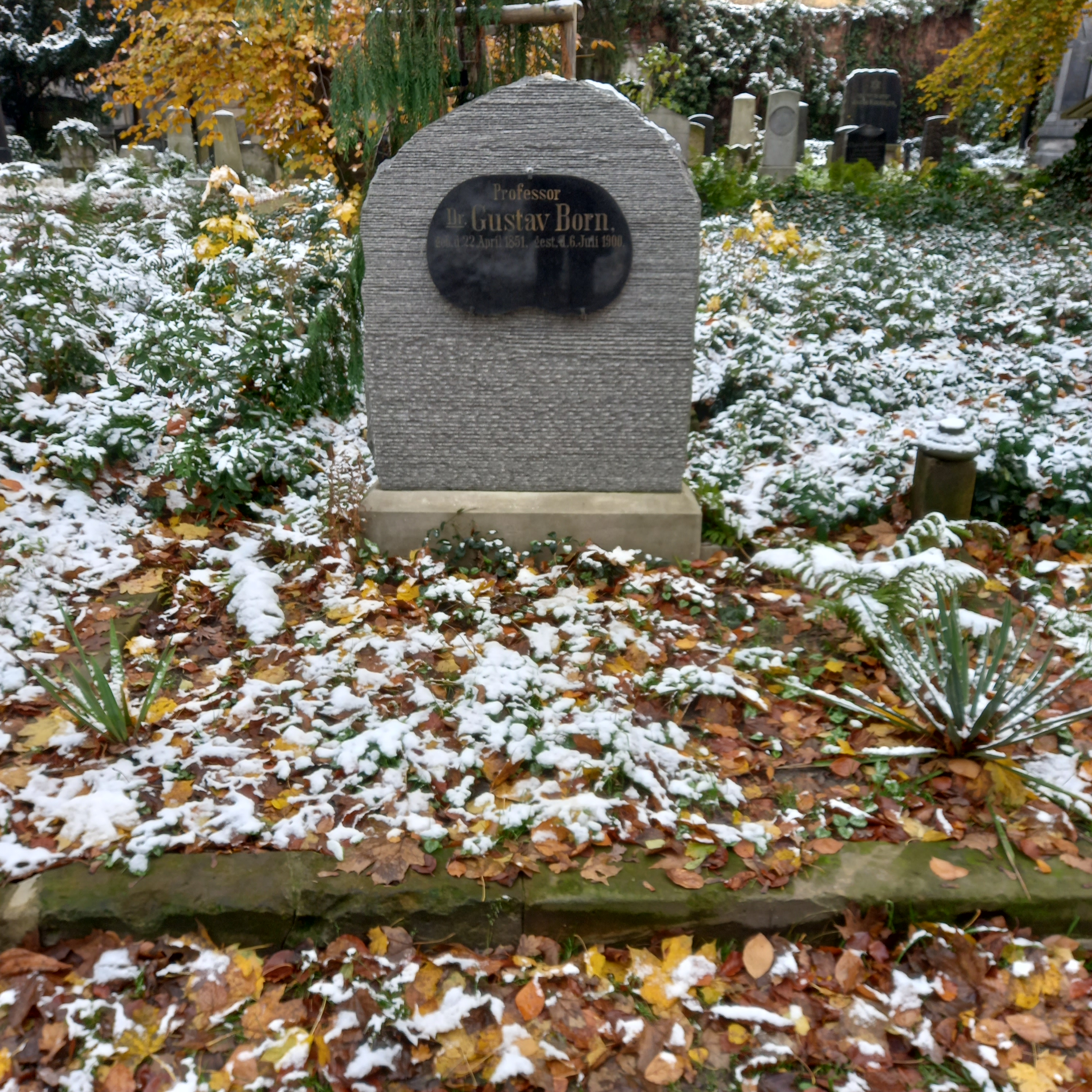
Das Grab von Gustav Born auf dem Alten Jüdischen Friedhof in Breslau

Gustav Jacob Born (geboren 22. April 1851 in Kempen i. Pos.; gestorben 6. Juli 1900 in Breslau) war ein deutscher Embryologe.

## Leben
Gustav Born studierte Medizin bei Rudolf Heidenhain in Breslau und famulierte bei Wilhelm Waldeyer. Er wurde 1873 in Berlin promoviert. Born wurde Professor für Anatomie und Embryologie an der Universität Breslau.
Er gilt als der Entdecker der endokrinen Funktion des Gelbkörpers. Im Jahr 1888 wurde er zum Mitglied der Leopoldina gewählt.
Sein älterer Sohn war der Nobelpreisträger für Physik Max Born, der jüngere Sohn Wolfgang Born wurde Künstler und Kunsthistoriker. Sein Enkel war der Pharmakologe Gustav Born.

## Schriften (Auswahl)
- Beiträge zur Entwicklungsgeschichte der quergestreiften willkürlichen Muskeln der Säugethiere. Berlin: Niethe, 1873. Berlin, Univ., Diss., 1873